# 藤原惟孝
藤原 惟孝（ふじわら の これたか）は、平安時代中期の貴族。藤原北家勧修寺流、権中納言・藤原為輔の子。官位は従五位上・駿河守。

## 経歴
円融朝末の天元6年（983年）正月に玄蕃頭から駿河守に転任する。
弟・宣孝が紫式部の夫であるため、惟孝は紫式部の義理の兄にあたる。

## 官歴
- 時期不詳：玄蕃頭
- 天元6年（983年）正月：駿河守[注 1]

## 系譜
- 父：藤原為輔
- 母：藤原守義の娘
- 妻：伴清廉の娘（または藤原善理の娘）
  - 長男：藤原惟憲（963-1033）
  - 男子：藤原惟光
- 妻：紀文実の娘
  - 男子：藤原泰通
- 生母不詳の子女
  - 男子：藤原致義
  - 男子：藤原相序
  - 男子：鎮禅[1]